# 奈良富士子
奈良 富士子（なら ふじこ、1954年7月19日 - ）は、日本の俳優、歌手。本名:清水 富士子。旧姓は芸名と同じ。別芸名は水島 彩子。
大阪府大阪市東住吉区出身。日本大学豊山女子高等学校卒業。浅井企画、サムデイを経てオフィスPSC所属。

## 略歴
幼少時代から子役として映画やテレビに出演していた。1971年に『美人はいかが?』で初の主演を務め、以降本格的に役者として活動するようになる。1972年に、『はだしの女の子』で歌手デビュー。

## 出演
※は水島 彩子名義 

### テレビ作品
- 忍者ハットリくん (実写版) （1966年、NET） - 隣家の少女
- 母の記録 第10話「誇らしきわが子」（1966年、KTV）
- 燃えよ剣 第22話「流離の日」（1970年、NET） - おしづ
- 魔女はホットなお年頃 （1970年、MBS） - 鈴木マリコ
- 美人はいかが? （1971年、TBS） - 主演・十文字丸
- 水曜劇場 / はーいただいま（1972年、TBS）
- シークレット部隊 第16話「お母さん許して! 16歳恋の大脱走」（1972年、TBS）
- 水曜ドラマシリーズ / かあさんの四季（1972年、CX）
- ぼくは叔父さん（1973年 - 1974年、NTV）
- 天下堂々（1973年 - 1974年、NHK総合） - お富士
- 白雪劇場 / 大久保彦左衛門（1973年 - 1974年、CX）
- おきばりやす（1974年、YTV）
- ほうねんまんさく（1974年、CX）
- 座頭市物語 第10話「やぐら太鼓が風に哭いた」（1974年、CX） - お千代
- タケダアワー / 隠密剣士 突っ走れ! 第10話「忍者を助ける信太郎」（1974年、TBS） - しぐれ
- 高校教師 第9話「墓場にパーティはない!」（1974年、12ch） - 斎藤洋子
- 伝七捕物帳（NTV）
  - 第32話「娘十八天一坊」（1974年） - お糸
  - 第63話「見合いをした女」（1975年） - お光
  - 第71話「むすめ捕物花ざかり」（1975年） - お美代
- 特捜記者 犯罪を追え! 第26話 （1974年、KTV）
- 右門捕物帖 第37話「お島怨み節」（1974年、NET）
- 非情のライセンス 第2シリーズ 第10話「兇悪の星」（1974年、NET） - 本宮初枝
- 夜明けの刑事 第37話「魔がさした若い二人」（1975年、TBS）　- 沼田朝子
- 大江戸捜査網（12ch）
  - 第192話「必殺! 忍者群団」（1975年） - おのぶ
  - 第326話「悪意なき幻の女」（1978年） - お千代
  - 第388話「偽装殺人の黒い霧」（1979年） - おまち ※
  - 第417話「五ツ刻の鐘は殺しの調べ」（1979年） - おせん ※
  - 第459話「夫婦飛脚の子守唄」（1980年） - おみね ※
  - 第484話「大虐殺 砂金の陰謀」（1981年） - おしの
- イナズマンF 第20話  ｢蝶とギロチン 花地獄作戦｣ （1974年、NET） - テレサ
- ウルトラマンレオ 第40話 - 第51話 （1975年、TBS） - 美山いずみ[注釈 1]
- バーディー大作戦 第45話「サラリーマン現金強盗団」（1975年、TBS） - 赤沼ミユキ
- 新宿警察 第3話「新宿ろくでなし」(1975年、CX)
- ふりむくな鶴吉 第20話「残された簪」（1975年、NHK総合） - おつま
- 江戸の鷹 御用部屋犯科帖（1978年、ANB）
- 木曜座
  - あした泣く（1978年、TBS）
  - 逢いたくて（1980年、MBS） - 利美
  - 微笑天使（1981年） - 広川真紀
  - いつか黄昏の街で（1981年） - 篠塚悦子
- 水戸黄門（TBS）
  - 第9部 第6話「恐怖の標的 -一ノ関-」（1978年9月11日） - お園
  - 第24部 第1話、第14話「波瀾万丈!薩摩の対決 -鹿児島-」（1995年） - お蘭の方
- 火曜劇場 / 帰らざる旅路（1979年、NTV）
- 大河ドラマ（NHK総合）
  - 草燃える（1979年） - 源在子 ※
  - おんな太閤記（1981年） - 初
- 大空港 第43話「新米刑事が翔んだ!」（1979年、CX） - タカコ ※
- 男なら!（1979年、TBS）
- 江戸の旋風シリーズ（CX）
  - 江戸の旋風IV 第23話「五年目の青空・非情編」（1979年4月26日） - おたよ ※
  - 新・江戸の旋風 第26話「猫が小判を持って来た」（1980年7月24日） - お駒 ※
- 柳生一族の陰謀 第36話「烏丸少将の最期」（1979年、KTV）- お与津御寮人 ※
- 土曜ワイド劇場（ANB→EX）
  - 蝶たちは今…（1979年）
  - 西村京太郎トラベルミステリー 第1作「ブルートレイン・寝台特急殺人事件」（1979年） - 田久保涼子※
  - 滋賀銀行九億円横領事件（1981年）
  - 夜に消えた妻（1983年）
  - グルメ奥様とハイミス刑事の推理対決 第2作（1998年）
  - 法医学教室の事件ファイル
    - 第15作（2001年） - 松浦衿子
    - 第29作（2009年） - 溝口睦子

  - おとり捜査官・北見志穂 第16作（2012年） - 中島芳子
  - 臨場する女 捜査検事 雨音香（2016年）
- 熱中時代 刑事編 第24話「女装刑事vs殺人鬼」（1979年、NTV） - 正木リツ子 ※
- 日曜恐怖シリーズ 第4作「呪われた大時計〜ネジの叫び」（1979年、KTV）
- ミラクルガール 第4話「女が欲望に賭けるとき」（1980年、12ch / 東映） - 竹田愛子 ※
- 影の軍団シリーズ（KTV）
  - 服部半蔵 影の軍団 第16話「ヤバい女に手を出すな」（1980年） - お千 ※
  - 影の軍団IV 第9話「拾った女に手を出すな」（1985年）
- 特捜最前線（ANB）
  - 第164話「再会・容疑者は刑事の妹!」（1980年）※
  - 第175話「ナイター殺人事件!」（1980年） - 三原靖子 ※
  - 第447話「約束・消えた女囚!」（1986年） - 西本ひろ子
- 俺んちものがたり!（1980年 - 1981年、TBS）
- 旅がらす事件帖 第15話「さすらいの他人船」（1981年、KTV） - おせん
- 俺はおまわり君 第8話「わが街に、銀行強盗･･･」（1981年、NTV）
- 江戸の用心棒 第17話「妻の脅迫者」（1981年、CX） - 弥生
- 新・必殺仕事人 第28話「主水弁解する」（1981年、ABC）  - お絹
- 新五捕物帳（1981年、NTV）
  - 第146話「屋根裏の女」 - お千
  - 第149話「哀しき異母兄弟」 - お信
  - 第158話「情で晴らす不義の仲」 - おゆき
- 玉ねぎむいたら… （1981年、TBS） - 小川礼子
- 俺はご先祖さま（1981年 - 1982年、NTV）
- 花王 愛の劇場（TBS）
  - あした幸福（1981年）
  - 黒革の手帖（1984年） - 山田波子
  - 熱中家族（1998年） - 弓絵
- Gメン'75 第347話「生き返った5年前の死体」、第348話「生き返った5年前の死体PARTII」（1982年、TBS） - 牧村美沙子
- 幻之介世直し帖 第16話「鵜が哭いた上州路」（1982年、NTV）
- 平岩弓枝ドラマシリーズ（CX）
  - 花の影（1982年）
  - 花ホテル（1983年）
- 源九郎旅日記 葵の暴れん坊 第4話「花の湯の宿 隠れ里」（1982年、ANB） - おけい
- 斬り捨て御免! 第3シリーズ 第21話「伊賀の女に明日はない」（1982年、TX） - 夕凪
- 火曜サスペンス劇場（NTV）
  - 水の魔法陣（1982年）
  - 幻の女を探せ（1983年）
- フジ三太郎（1982年、ABC）
- 金曜劇場 / せーの!（1982年、NTV）
- 御宿かわせみ 第2シリーズ 第13話「源三郎の恋」（1983年、NHK総合） - 紫香尼
- 右門捕物帖（1983年）
  - 第18話「老盗、木枯し源次」
  - 第25話「日陰に咲いた花ひとつ」
- 眠狂四郎無頼控 第5話「妖刃殺法! 美女肌からくり将棋」（1983年、TX） - お汐
- 太陽にほえろ! 第559話「マザー・グース」（1983年、NTV） - 早坂悦子
- シリーズ・水曜の女 / 赤い足跡（1983年、MBS）
- 銭形平次 第857話「祭囃子に銭が飛ぶ」（1983年、CX） - お久
- 木曜ゴールデンドラマ / 女のがん病棟（1984年、YTV）
- ザ・サスペンス / エメラルドの海が憎い（1984年、TBS）
- 遠山の金さん（ANB）
  - 第105話「うたかたの夢・悪夢を見た華園の女!」（1984年） - おもん
  - 第127話「深川情話・愛をきざむ氷の女!」（1985年） - 花勇
- 金曜女のドラマスペシャル（CX）
  - サヨウナラあなた-あなたも夫を捨てられる-（1984年）
  - クルーザー殺人事件（1986年） - 園子
- 大岡越前 第8部 第22話「江戸から消えた御奉行様」（1984年12月17日、TBS） - 汐路
- ザ・ハングマン4 第21話「美人秘書の（秘）情報が連続殺人を生む!」（1985年、ABC） - 奈津子
- 恋はミステリー劇場 / 団地日記 PARTI（1985年、TBS）
- スーパーポリス 第4話「Oh! 女子大寮で張込み生中継」（1985年、TBS） - 間垣万里江
- 別れの時 第10話「他人の息子」（1985年、MBS）
- 暴れん坊将軍II 第158話「庭番慕情、禁じられた恋の笛!」（1986年、ANB） - 香織
- 愛の嵐 （1986年、THK） - 琴子（横浜一の人気の芸者）
- 現代怪奇サスペンス / 赤いハイヒール（1986年、KTV）
- 長七郎江戸日記 第1シリーズ 第117話「名君、会津に入る」（1986年、NTV） - 顕子[注釈 2]
- 西田敏行の泣いてたまるか 第9話「人生の並木路」（1986年、TBS）
- 朝の連続ドラマ / おさと（1987年 - 1988年、YTV）
- あぶない少年シリーズ（TX）
  - あぶない少年I（1987年）
  - あぶない少年II（1988年）
- ダウンタウン探偵組 第1話「夜霧よ今夜はノーサンキュー」（1988年、ANB）
- ママたちの受験戦争（1991年、CX）
- 社長になった若大将 （1992年、TBS）
- 月曜ドラマスペシャル→月曜ミステリー劇場（TBS）
  - ハッケョイ! うっちゃり幸太郎（1992年）
  - 観光バスが消えた… 鳥羽・伊勢志摩ツアーの罠（1995年）
  - 一色京太郎事件ノート 第3作「京都鞍馬貴船川殺人事件」（1996年） - 菊丸
  - カードGメン・小早川茜 第3作「甘い罠」（2001年） - 内藤さゆり
  - 愛・輪廻のワルツ（2002年）
- 男はいらない（1994年、YTV） - 佐竹しのぶ
- 迎春ドラマスペシャル / 料理人豪太が行く 第1作「京おせちは恋の味」（1995年、KTV）
- 指輪 （1995年、THK） - 菊地小春
- 金曜エンタテイメント→金曜プレミアム（CX）
  - 腕まくり看護婦物語 第4作「慕情編」 （1995年）
  - 天国へのカレンダー（2005年、KTV）
  - 赤い霊柩車シリーズ 第36作「惻隠の誤算」（2016年） - 朱雀尚美
- 鬼平犯科帳 第7シリーズ 第7話「五月雨坊主」（1997年、CX） - お栄
- NHKドラマ館 / 女たちの聖戦（1997年、NHK総合）
- 木曜ドラマ / ニュースキャスター 霞涼子 第4話「美人女子アナ殺人事件!」（1999年、ANB） - 佐和子
- 痛快!三匹のご隠居 第8話「据え膳食わぬは男の恥! されど自信が…」（1999年、ANB） - 万寿院
- ネバーランド （2001年、TBS）
- あなたの人生お運びします! 第7話「名古屋嫁入り大騒動の巻」（2003年、TBS）
- 女と愛とミステリー→水曜ミステリー9（TX）
  - 密会の宿 第1作「北鎌倉不倫殺人旅行」（2003年） - 高戸紀代
  - 事件記者 浦上伸介 第4作「不可能殺人・山形新幹線のアリバイを崩せ」（2006年） - 西川由梨絵
- 異議あり!女弁護士大岡法江 第8話「エステ殺人密室の復讐」、第9話「涙の親子運命の再会! エステ殺人…完結編」（2004年、EX）
- 愛のソレア 第1部、第2部（2004年、THK） - 田所マサ
- 警視庁捜査一課9係 season11 第6話（2016年、EX） - 城崎佳苗

### バラエティ
- オールスター家族対抗歌合戦（1972年 - 1973年、フジテレビ） - 初代アシスタント

### ラジオ
- 歌謡大行進（1972年 - 1974年、文化放送） - 月曜→木曜パーソナリティー

### 映画
- 怒れ毒蛇 目撃者を消せ （1974年、松竹）
- 闇の狩人 （1979年、松竹） - お藤 ※
- 餌食（1979年）
- 哀愁のヒットマン（2008年）

### 舞台
- 徳川宗春
- 舟木一夫特別公演
- 乾いて候
- 杉良太郎特別公演
  - 清水次郎長
  - 遠山の金さん / 忠治御用旅
  - おしゃべり伝六・一番手柄
- 五木ひろし特別公演「立春なみだ橋」
- 細川たかし颯爽公演「雪の母恋三度笠」
- 藤あや子特別公演「女優　その恋」
- 男の花道（2005年、明治座）
- 坂本冬美 藤あや子「恋はいたずら」（2011年、博多座）
- 黒蜥蜴

### CM
- アゼラス化粧品
- サントリー F.A.G.E / エファージュ（2011年）

## 楽曲

### シングル
※　すべてCBS・ソニーより発売
| 発売日        | 品番     | 面 | タイトル           | 作詞       | 作曲             | 編曲     | 備考                                                         |
| ------------- | -------- | -- | ------------------ | ---------- | ---------------- | -------- | ------------------------------------------------------------ |
| 1972年7月21日 | SOLA-38  | A  | はだしの女の子     | 有馬三恵子 | 中村泰士         | 青木望   |                                                              |
| 1972年7月21日 | SOLA-38  | B  | ひろし君の世界     | 有馬三恵子 | 中村泰士         | 高田弘   |                                                              |
| 1972年11月    | SOLA-62  | A  | あにいもうと       | 有馬三恵子 | 中村泰士         | 高田弘   |                                                              |
| 1972年11月    | SOLA-62  | B  | ちょっぴり恋の味   | 有馬三恵子 | 中村泰士         | 高田弘   |                                                              |
| 1973年4月     | SOLB-19  | A  | 男ともだち         | 石坂まさを | 鈴木邦彦         | 高田弘   |                                                              |
| 1973年4月     | SOLB-19  | B  | 虹の朝             | 石坂まさを | 鈴木邦彦         | 高田弘   |                                                              |
| 1973年9月     | SOLB-62  | A  | 可愛いあの娘       | 西沢寛     | インドネシア民謡 | 高田弘   |                                                              |
| 1973年9月     | SOLB-62  | B  | まぼろしの舟       | 有馬三恵子 | 中村泰士         | 高田弘   |                                                              |
| 1979年        | 06SH-454 | A  | 愛の残照           | 水島彩子   | 桑原研郎         | 桑原研郎 | 水島彩子名義、日本テレビ系テレビドラマ「帰らざる旅路」主題歌 |
| 1979年        | 06SH-454 | B  | 静かなる日々の中で |            | 桑原研郎         |          |                                                              |

### アルバム
※　CBS・ソニーより発売
- 女の子 （1972年11月21日）